# Willem Pleyte
Willem Pleyte (26 de junho de 1836 - 1 de março de 1903) foi um egiptólogo e diretor de museu neerlandês.

## Carreira
Willem Pleyte esperava seguir os passos de seu pai e começou sua carreira em 1860 no conselho da igreja de Gelderland. Descobriu que o trabalho de pregador não era do seu agrado. Nesse período, por dois anos, também se aventurou na pesquisa científica em teologia e passou a escrever artigos e publicá-los em periódicos; o primeiro artigo foi "O Livro de Noé" e os outros foram "A Ascensão do Profeta Jesus" e "A Remoção de Moisés" e os publicou em periódicos. Começou então a pesquisar sobre Egiptologia, assunto ainda em sua infância com muito poucos especialistas conhecidos na área, como Rouge, Lepsius, Brugsch e outros. De 1862 a 1892, ele também escreveu várias publicações pelas quais foi criticado, como "La religion pre-Israelite; Recherches sur le dieu Set" (1865). Ele ficou desanimado com essa crítica, mas continuou a escrever. Seu próximo trabalho foi em "Lettre à Monsieur Théodule Deveria sur quelques monuments relatifs au Dieu Set", que se refere a monumentos, suas localizações e práticas de adoração de deuses com muitos nomes das nações do norte e do sul.
Ele então escreveu alguns artigos sobre o valor de vários hieróglifos e numerais em egípcio em "Zeitschrift fur Aegyptische Sprache und Alterthumskunde", que foram bem recebidos. seus" Etudes Égyptologices' a atenção.
Um trabalho notável de Pleyte foi em 1868, quando ele escreveu um artigo para "Etudes Égyptologiques" no qual fez uma tradução e comentário do texto hierático no verso do Papiro Leiden I 348. Este livro provou sua erudição em egiptologia. O assunto deste texto é uma coleção de feitiços contra várias doenças. Os 'Etudes' começam com uma tradução e comentário de um texto no verso do Papiro I 348, que agora está preservado no Rijksmuseum van Oudheden. Ele também comentou sobre o Livro dos Mortos, número 125, comparando 40 papiros de Leiden e Paris. Pleyte também estudou os papiros no Museo Egizio em Turim. Entre 1869 e 1876, ele e o curador do museu Francesco Rossi (curador) publicaram Papyrus de Turin, tornando uma parte da grande coleção de papiros do Regio Museo di Antichita di Torino disponível para outros.
Em sua última grande obra, Chapitres supplémentaires du Livre des Morts 162–174 (1881–1882), ele traduziu e analisou diferentes partes do Livro dos Mortos. A descoberta de que os papiros de Leiden e de Londres originalmente formavam um único manuscrito é atribuída a Pleyte, pois ele reconheceu que a caligrafia era a mesma. O trabalho foi publicado, no entanto, pelo professor Hess de Freiburg em 1892.
A partir de 1869, Pleyte candidatou-se ao cargo de curador do "gabinete arqueológico" (Rijksmuseum van Oudheden); anteriormente, ele havia sido convidado apenas como voluntário. Embora houvesse oposição do diretor Conradus Leemans, a nomeação de Pleyte como conservador foi aprovada pelo ministro em 11 de janeiro de 1869 e ele assumiu o cargo em 1º de fevereiro de 1869. Antes de sua nomeação como curador, ele havia visitou o Museu de Turim, onde descobriu que um grande número de papiros hieráticos foram organizados cientificamente. Ao voltar de Turim, fez uma proposta a Rossi, curador do Museu, de organizar os papiros de forma científica no museu onde trabalhava. Pleyte não foi encarregado da seção egípcia, mas das seções clássica e holandesa. Depois que Leemans se aposentou em 1891, Pleyte se tornou o diretor do RMO, onde fez muitas melhorias. Reorganizou os desenhos, criou espaço para estudar e fez uma ampliação significativa da biblioteca. Pouco depois de sua nomeação como diretor, Pleyte começou a sofrer de reumatismo e sua esposa, que teve grande influência em sua vida, morreu em 1895. Em janeiro de 1903, ele renunciou. Apenas algumas semanas depois, em 11 de março, ele morreu aos 66 anos. Pleyte era o pai do indologista e o curador do museu, Cornelis Marinus Pleyte. Ambos serviram no conselho da Brill.

## Publicações selecionadas
- 1862: La religion des Pré-Israélites. Recherches sur le dieu Seth, dissertação Universidade de Leiden. Edição revisada publicada em 1865 por Hooiberg et Fils, Leiden.
- 1865: Catalogue raisonnée de types égyptiens hiératiques de la fonderie de N. Tetterode à Amsterdam, Leiden: E.J. Brill.
- 1866: Études Égyptologiques I: Étude sur un rouleau magique du musée de Leide, Leiden: E.J. Brill.
- 1868: Les Papyrus Rollin, de la Bibliothèque Impériale de Paris, Leiden: E.J. Brill.
- 1869-1876 (com F. Rossi): Papyrus de Turin, 2 vols., Leiden: E.J. Brill.
- 1874 (com Jan Pieterssoon Dou; Salomon Davidsson van Dulmanhorst): Leiden vóór 300 jaren en thans. Photolithographische afbeelding van een platte-grond van 1578, en chromolithographische afbeelding van het chaertbouc van straten binnen deser Stadt Leyden, Leiden: E.J. Brill.
- 1877-1903: Nederlandsche oudheden van de vroegste tijden tot op Karel den Groote. Afbeeldingen naar de oorspronkelijke voorwerpen of naar photographiën met begeleidende tekst en oudheidkundige kaart. I: Tekst; II: Platen; [III:] Carte archéologique de la Néerlande. Oudheidkundige kaart van Nederland, Leiden: E.J. Brill.
- 1879: Études Égyptologiques III: L'épistolographie égyptienne, Leiden (inacabado).
- 1879 (com P. du Rieu jr.): Catalogus van het Stedelijk Museum te Leiden, Leiden.
- 1881: Chapitres supplémentaires du Livre des morts 162 à 174 publiés d'après les Monuments de Leide, du Louvre et du Musée Britannique, Leiden: E.J. Brill.